# Wellington (Illinois)
Wellington è un villaggio degli Stati Uniti d'America, situato nello Stato dell'Illinois, nella contea di Iroquois.